# Incertella scotica
Incertella scotica är en tvåvingeart som först beskrevs av Collin 1946.  Incertella scotica ingår i släktet Incertella och familjen fritflugor. Arten är reproducerande i Sverige. Inga underarter finns listade i Catalogue of Life.